# Trubadur
Trubadur (francuski: troubadour, provansalski: trobador, doslovce: „pronalazač”, od trobar: naći, nalaziti /pjesničke figure/), naziv za pet naraštaja pjesnika i glazbenika, djelatnih u Francuskoj južno od rijeke Loire od kraja 11. do kraja 13. st. Pod utjecajem trubadura nastali su i još neki slični izvođači u Europi: truveri u sjevernoj Francuskoj, trovadorismi u Galiciji i Portugalu, minezengeri u Njemačkoj, minstreli u Engleskoj i dr. Riječ „trubadur” je muškog roda, a ženski trubaduri su se zvali trobairitz (množ. trobairises). Trubadurska poezija se proširila na Španjolsku, Portugal i sjevernu Italiju, a prema nekim mišljenjima specifična verzija trubadurstva u hrvatskim primorskim krajevima bili su tzv. začinjavci, ali njihovi izvorni tekstovi i glazba nisu sačuvani.

## Odlike
Pojam trubadurstva društveno je vezan uz srednjovjekovno viteštvo, a uz plemiće njime su se bavili i pojedini klerici te instrumentalisti iz redova građanstva i seljaštva (žongleri). Trubaduri su pjesnički uobličili društveni koncept udvornosti (fin’amor ili amor cortés) kao aristokratski ideal s idealiziranom nedostižnom damom (Gospojom) u središtu pjesme. Dante Alighieri u svom djelu De Vulgari Eloquentia navodi definiciju trubadurske poezije: fictio rethorica musicaque poita, tj. „govorna, pjesnička i glazbena fikcija”.
Prema formama trubadursko se pjesništvo dijeli na tipove: litanija (chanson de geste, rotrouange i dr.), sekvenca (lai, estampida i dr.) i himana (balada, rondeau, virelai i dr.). Prema sadržaju dijeli se na šansone (ljubavna pjesma), albe (zornica), pastorale (pastourelle), križarske pjesme, sirventés (društvena, moralna i politička pjesma) i dr.
Melodije odlikuje ritmička razvedenost, stilski su slične crkvenima i rabe isti tonalitetni sustav.

## Povijest
Trubaduri su bili prvi stvaratelji i promicatelji svjetovne lirike i jednoglasnog pjeva u srednjem vijeku, a pisali su na provansalskom, odnosno okcitanskom jeziku (langue d’oc). Pokret je nastao pod utjecajem visokorazvijene arapske ljubavne lirike i kulta žene u maurskoj Španjolskoj, a središta su mu bila Poitiers, Toulouse i Marseille.
Najraniji trubadur čija su djela sačuvana, bio je akvitanski vojvoda Guillaume de Poitiers (1071. – 1127.), a njegove pjesme odražavaju iskustva koja je doživio u križarskom pohodu. Eble II. od Ventadura smatra se njegovim prethodnikom, koji je utvrdio forme, iako nijedno njegovo djelo nije sačuvano. Najpoznatiji trubaduri pripadaju klasičnom razdoblju trubadura od 1170. do 1220. Poznato je oko 450 njihovih imena, oko 2500 tekstova njihovih pjesama, te oko 300 melodija. Najpoznatiji među njima bili su: Jaufré Rudel (oko 1120. – 1148.), Marcabrun (oko 1110. – oko 1150.), Bernart de Ventadorn (1130. – 1195), Raimbaut de Vaqueiras (u. 1207.), Arnaut Daniel (oko 1150. – oko 1200.), Guiraut de Bornelh (oko 1160. – oko 1200.), Bertrand de Born (oko 1140. – oko 1212.), Folquet de Marseille (oko 1155. – 1231.) i Guiraut Riquier (oko 1230. – nakon 1292.).
Poslije klasičnog razdoblja u 13. st., umjetnost trubadura je opala u 14. st. i na koncu nestala, pred epidemiju Crne smrti (1348.).

## Poveznice
- Trubadur (opera)

## Vanjske poveznice
- Literary Encyclopedia: Troubadour.